# Theocracy (glazbeni sastav)
Theocracy, američki kršćanski progresivni power metal sastav. Osnovao ga je 2002. Matt Smith u Athensu, Georgia. U početku je to bio projekt jednog čovjeka i na prvom albumu samo je Izdali su četiri albuma, dva singla te posebnih Božićnih singlova. Nalaze se na 17 kompilacija i dva videa.

## Članovi
Sadašnji
- Matt Smith – glavni vokal (2002. - danas), klavijature (2002. – 2008.), vodeća gitara, bas(2002. – 2009.)
- Jonathan Hinds – ritam gitara, pozadinski vokal, klavijature (2006. - danas)
- Val Allen Wood – vodeća gitara, pozadinski vokal (2009. – danas)
- Jared Oldham – bas, pozadinski vokal (2009. – danas)
- Ernie Topran – bubnjevi (2016. – danas)

Bivši
- Seth Filkins – bas, pozadinski vokal
- Josh Sloan – bas, pozadinski vokal
- Patrick Parris – bas, pozadinski vokal
- Shawn Benson – bubnjevi (2005. – 2014.)
- Patrick Nickell – bubnjevi (2014. – 2015.)

## Diskografija
- 2003. - Theocracy, studijski album, MetalAges Records
- 2008. - Mirror of Souls, studijski album, Ulterium Records
- 2011. - As the World Bleeds, studijski album, Ulterium Records
- 2011. - Wages Of Sin, singl, Ulterium Records
- 2016. - Ghost Ship, studijski album
- 2019. - Snowglobe, singl, Ulterium Records

## Božićna izdanja
Počevši od 2003., snimali su i objavljivali jednu pjesmu godišnje na temu Božića za besplatno skidanje za sve članove njihove obožavateljske skupine Kluba duša (Club of Souls), locirano na njihovim službenim stranicama, osim 2013. i 2015. godine. Godine 20132. Matt Smith se umjesto toga posvetio posebnom milodarnom projektu Collide & Spark, objavljen kao Project Aegis. Godine 2015. Theocracy je radio na novom albumu te nije imao vremena za snimanje nove Božićne pjesme.
- 2003. – 2006. (objavljen 2011.): "Christmas Medley"
- 2004.: "Little Drummer Boy"
- 2005.: "Deck the Joy (To the Halls)"
- 2006.: "Christmas Medley" (2006 Remix)
- 2007.: "O Come, O Come, Emmanuel"
- 2008.: "Rudolph vs. Frosty"
- 2009.: "Angels from the Realms of Glory"
- 2010.: "All I Want for Christmas"
- 2011.: "Christmas Medley" (2011 Remix)
- 2012.: "Wynter Fever"
- 2014.: "Night of Silence"
- 2019.: "Snowglobe"

## Vanjske poveznice
- Službene stranice
- Discogs
- Facebook
- MySpace